# Arero (woreda)
Pour l’article homonyme, voir Arero.
Arero est un woreda du sud de l'Éthiopie situé dans la zone Borena de la région Oromia. Ce district a 48 126 habitants en 2007.
Sa limite orientale change avec les déplacements de la limite régionale Oromia-Somali.
Le sud du district se détache récemment sous le nom de Wachile.

## Situation
Situé dans l'est de la zone Borena, le district est bordé au nord par la rivière Dawa qui le sépare de la zone Guji.
Son centre administratif, Meta Gefersa également appelé Meta Gafersa voire Araro ou Arero, se trouve environ 90 km à l'est de Yabelo et 190 km au sud-ouest de Negele.
La route Negele-Moyale dessert les localités de Hudat et Wachile sur un territoire qui se rattache tantôt à la région Oromia tantôt à la région Somali en fonction des déplacements de la limite régionale,.
| Dugda Dawa | Odo Shakiso   | Liben           |
| Yabelo     | Arero         | Udet (Somali)   |
| Dire       | Miyu • Moyale | Moyale (Somali) |

## Histoire
Au XXe siècle, le district fait partie de la province de Sidamo. Il se situe sans doute dans l'awraja Arero de cette province mais à proximité de sa limite avec l'awraja Borena.
Il se rattache à la zone Borena de la région Oromia depuis la réorganisation du pays en régions en 1995.
Initialement plus étendu, il atteint vraisemblablement son extension maximale de 10 842 km2 au début des années 2000[réf. souhaitée] mais il est recensé en 2007 sur un territoire temporairement réduit à l'est au bénéfice de la région Somali,,.
Le district perd ensuite une partie de son territoire au profit de Dehas et récemment au profit de Wachile,.

## Population
En 2006, l'Atlas of the Ethiopian Rural Economy estime la densité de population en dessous de 5 personnes par km2 dans le grand woreda Arero de l'époque.
Au recensement de 2007, le district compte 48 126 habitants dont 6 % de citadins qui sont les 3 004 habitants de Meta Gefersa, la ville d'Hudat étant recensée à l'époque dans la région Somali en tant que chef-lieu d'Udet,. 
La majorité des habitants du district (68 %) sont de religions traditionnelles africaines, 23 % sont musulmans, 7 % sont protestants et 3 % sont orthodoxes.
En 2022, la population est estimée, sur le même périmètre qu'en 2007, à 69 309 personnes avec une densité de population de neuf personnes par km2 et 7 335 km2 de superficie.
Arero n'a cependant plus que 4 499 km2 de superficie en 2021 sur un périmètre qui a beaucoup évolué avec, notamment, le détachement des 5 066 km2 de Wachile.